# Mélophores
 (mars 2014).

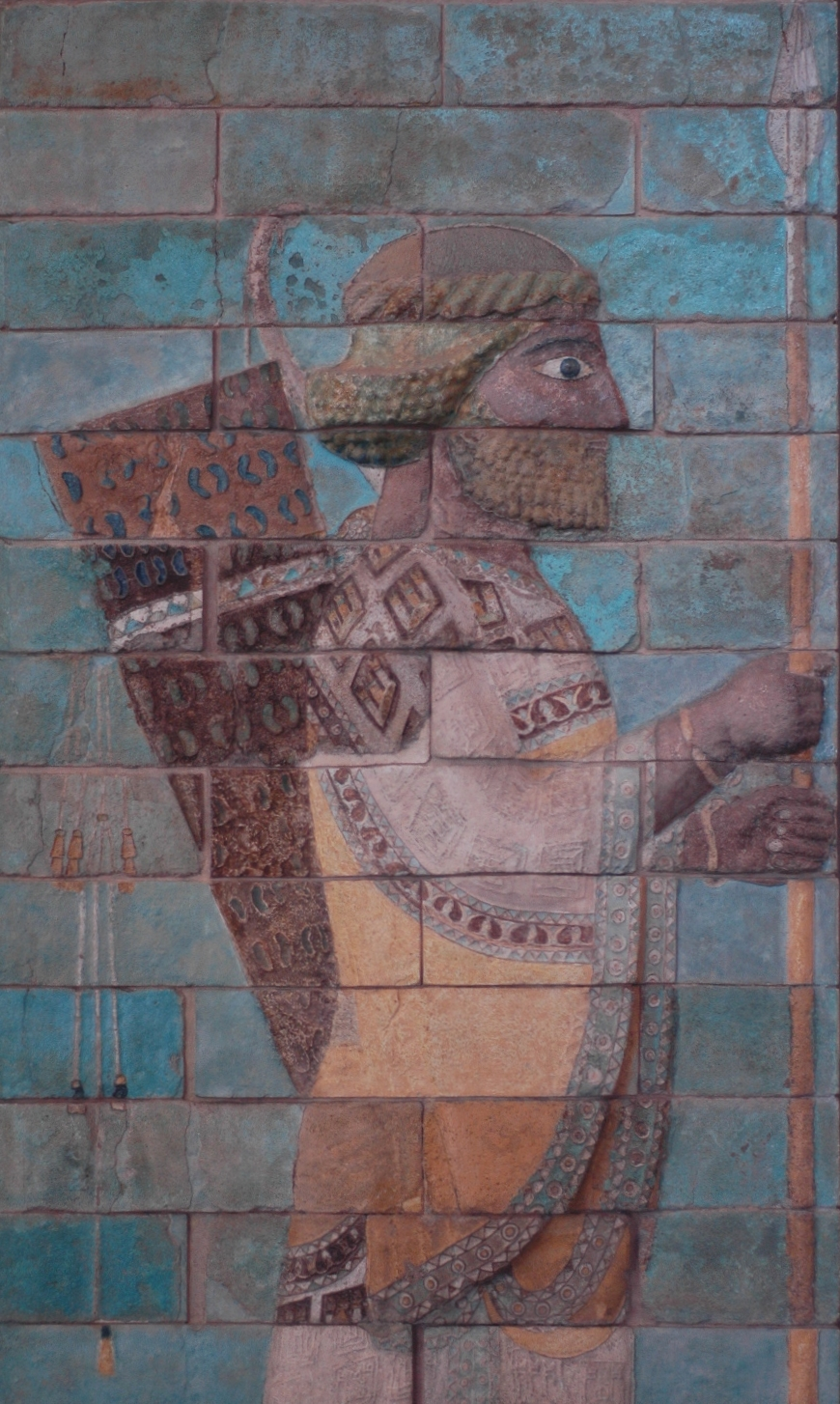
Lancier, palais de Darius Ier à Suse, peut-être un Mélophore.

Les Mélophores (du grec ancien μηλοφόροι / mêlophoroi, littéralement « porteurs de pommes »), également appelés les Immortels, sont un groupe de 10 000 combattants qui constituent la garde personnelle des rois perses achéménides. Ce corps d'élite, formé par Cyrus le Grand puis réinventé par Darius, est présent dans les armées perses durant les deux guerres médiques au Ve siècle av. J.-C. et durant les batailles livrés contre Alexandre le Grand au IVe siècle av. J.-C.

## Fonctions
Selon Xénophon, le corps est créé vers le milieu du VIe siècle av. J.-C. par Cyrus le Grand qui juge insuffisants pour garantir sa sécurité et sa tranquillité les gardes des portes :

« Il se demanda quels étaient parmi les autres hommes ceux auxquels il pourrait confier le plus sûrement la garde de son palais. Or comme il savait que les Perses restés au pays avaient peine à vivre à cause de leur pauvreté et qu’ils menaient une existence très pénible, tant à cause de l’âpreté du sol que parce qu’ils travaillaient de leurs mains, il crut qu’ils seraient les plus disposés à se satisfaire du régime de sa cour. Il prit donc parmi eux dix mille satellites, qui, campés autour du palais, le gardaient jour et nuit, quand il était présent, et qui l’accompagnaient dans ses sorties, rangés de chaque côté de sa personne. »

C'est sous Darius qu'ils prennent une importance réelle en devenant le corps d'élite de l'armée perse. Hérodote écrit à leur sujet : « Toute l'infanterie les reconnaissait pour ses généraux, excepté les dix mille, corps de troupes choisi parmi tous les Perses, qui était commandé par Hydarnès, fils d'Hydarnès. On les appelait Immortels, parce que si quelqu'un d'entre eux venait à manquer pour cause de mort ou de maladie, on en élisait un autre à sa place, et parce qu'ils n'étaient jamais ni plus ni moins de dix mille ». 
Les Mélophores sont également chargés de la protection de la tente royale, lorsque le Grand Roi se déplace. Ils combattent autour de lui : ainsi, avec les Parents, ils protègent la retraite de Darius III à la bataille de Gaugamèles (331 av. J.-C.).
Ils apparaissent durant les guerres médiques. À la bataille des Thermopyles, tout d'abord repoussés par les Spartiates, ils jouent un rôle décisif en prenant les Grecs à revers grâce à la trahison d'Éphialtès.
Ils sont présents à la bataille d'Issos et à la bataille de Gaugamèles livrées contre l'armée macédonienne menée par Alexandre le Grand.

## Dénomination
Leur nom vient de la pomme ou de la grenade qui orne la hampe de leur lance, en lieu et place de saurotères (pointes). Mille des Mélophores, commandés par un chiliarque, portent une pomme d'or, tandis que les 9 000 autres portent des pommes d'argent. Selon Héraclide de Cymé, ces Mille sont choisis de naissance noble (aristindên) et perse.
Paraphrasant Hérodote, Xénophon explique leur autre nom d'« Immortels » par le fait que « si quelqu'un d'entre eux venait à manquer pour cause de mort ou de maladie, on en élisait un autre à sa place, et parce qu'ils n'étaient jamais ni plus ni moins de dix mille. » Cette notion de l'immortalité est bien connue dans la Méditerranée antique — c'est par exemple le cas des troupeaux « immortels » dans le contrat au « cheptel de fer » (tout animal mort ou perdu est remplacé par le bénéficiaire du bail, le nombre de têtes restant constant) ou encore des colombes portant l'ambroisie aux dieux dans Homère. C'est encore le cas des « Immortels » de l'Académie française.

## Équipement

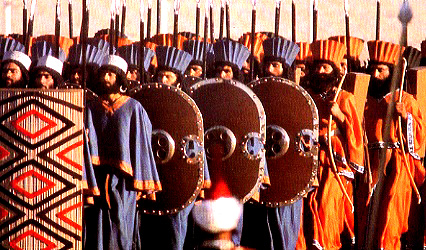
Parade militaire Achaemenide pour fêter les 2500 ans de l’Empire Perse

Les Mélophores ont impressionné les auteurs grecs par leur luxe : Hérodote note qu'ils « surpassaient toutes les autres troupes par leur magnificence » et qu'« ils brillaient par la multitude des ornements en or dont ils étaient décorés ». Quinte-Curce remarque également que « c'était eux surtout qu'un luxe d'une opulence inouïe rendaient plus imposants ; à eux les colliers d'or, à eux les robes brochées d'or, et les tuniques à manche, ornées aussi de gemmes. »
Élien précise qu'ils portent des robes « couleur pourpre et jaune pomme ». Sensible à leur aspect impressionnant, Alexandre le Grand conserva les Mélophores et les utilisa à son service après qu'il eut mis fin au règne des Achéménides.

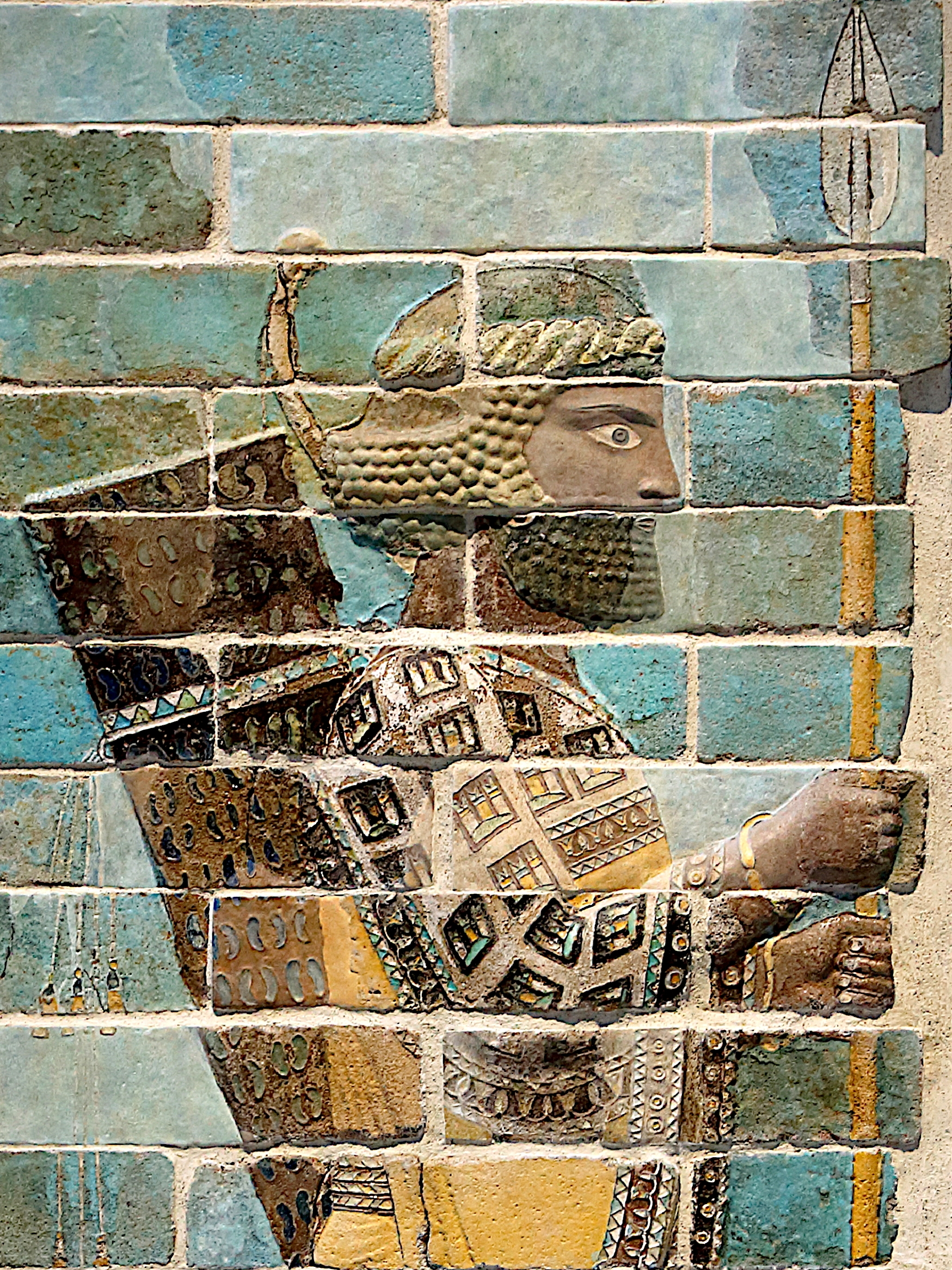
Armement du lancier affecté au palais de Susa, Iran

Il est probable que les lanciers et archers représentés sur les briquées émaillées de l'Apadana (salle d'audience) du palais de Darius Ier à Suse soient des Mélophores. L'uniforme du régiment se composait d'un diadème ou bandana en feutre, d'une large tunique avec broderie, d'un pantalon et d'une cotte de mailles. Ils étaient armés de boucliers en saule et de lances courtes, dotées d'une petite pointe de fer à leur extrémité, ils portaient également des dagues utilisées lors des combats au corps à corps,   pour les combats sur de plus longues distances ils utilisaient des arcs.

## Dans la culture
Dans sa bande dessinée 300 (adapté au cinéma en 2007), Frank Miller a dépeint les immortels sous des traits qui ne présentent aucun rapport apparent avec les riches soldats représentés sur le palais de Suse : ils ressemblent à des ninjas et portent des masques de métal pour cacher la laideur de leur visage. Le film fut d'ailleurs sujet à controverse lors de sa sortie en salles.[réf. nécessaire]